# Mohamed Oulhaj
Mohamed Oulhaj (en árabe: محمد أولحاج‎, nacido el 6 de enero de 1988 en Casablanca, Casablanca-Settat) es un futbolista marroquí. Juega de defensa o centrocampista y su equipo actual es el Youssoufia Berrechid de la Liga de Fútbol de Marruecos.

## Trayectoria

### Clubes
| Club                 | País      | Año             |
| -------------------- | --------- | --------------- |
| Raja Casablanca      | Marruecos | 2007 - 2019     |
| Youssoufia Berrechid | Marruecos | 2019 - Presente |

### Selección nacional
| Selección | País      | Año             |
| --------- | --------- | --------------- |
| Absoluta  | Marruecos | 2008 - Presente |

## Palmarés

### Títulos nacionales
| Título                      | Club            | País      | Año  |
| --------------------------- | --------------- | --------- | ---- |
| Liga de Fútbol de Marruecos | Raja Casablanca | Marruecos | 2009 |
| Liga de Fútbol de Marruecos | Raja Casablanca | Marruecos | 2011 |
| Copa del Trono              | Raja Casablanca | Marruecos | 2012 |
| Liga de Fútbol de Marruecos | Raja Casablanca | Marruecos | 2013 |
| Copa del Trono              | Raja Casablanca | Marruecos | 2017 |

### Títulos internacionales
| Título                                | Club (*)        | Sede       | Año  |
| ------------------------------------- | --------------- | ---------- | ---- |
| Copa del Norte de África de Campeones | Raja Casablanca | Casablanca | 2015 |

(*) Incluyendo la selección

### Distinciones individuales
| Distinción                     | Año         |
| ------------------------------ | ----------- |
| Meditel Once de Oro            | Desconocido |
| Mejor centrocampista defensivo | 2008        |
| Mejor defensor                 | 2009        |